# NGC 1346
NGC 1346 je galaksija u zviježđu Eridan.

## Vanjske poveznice
- SEDS: NGC 1346